# Ligue indépendante de baseball

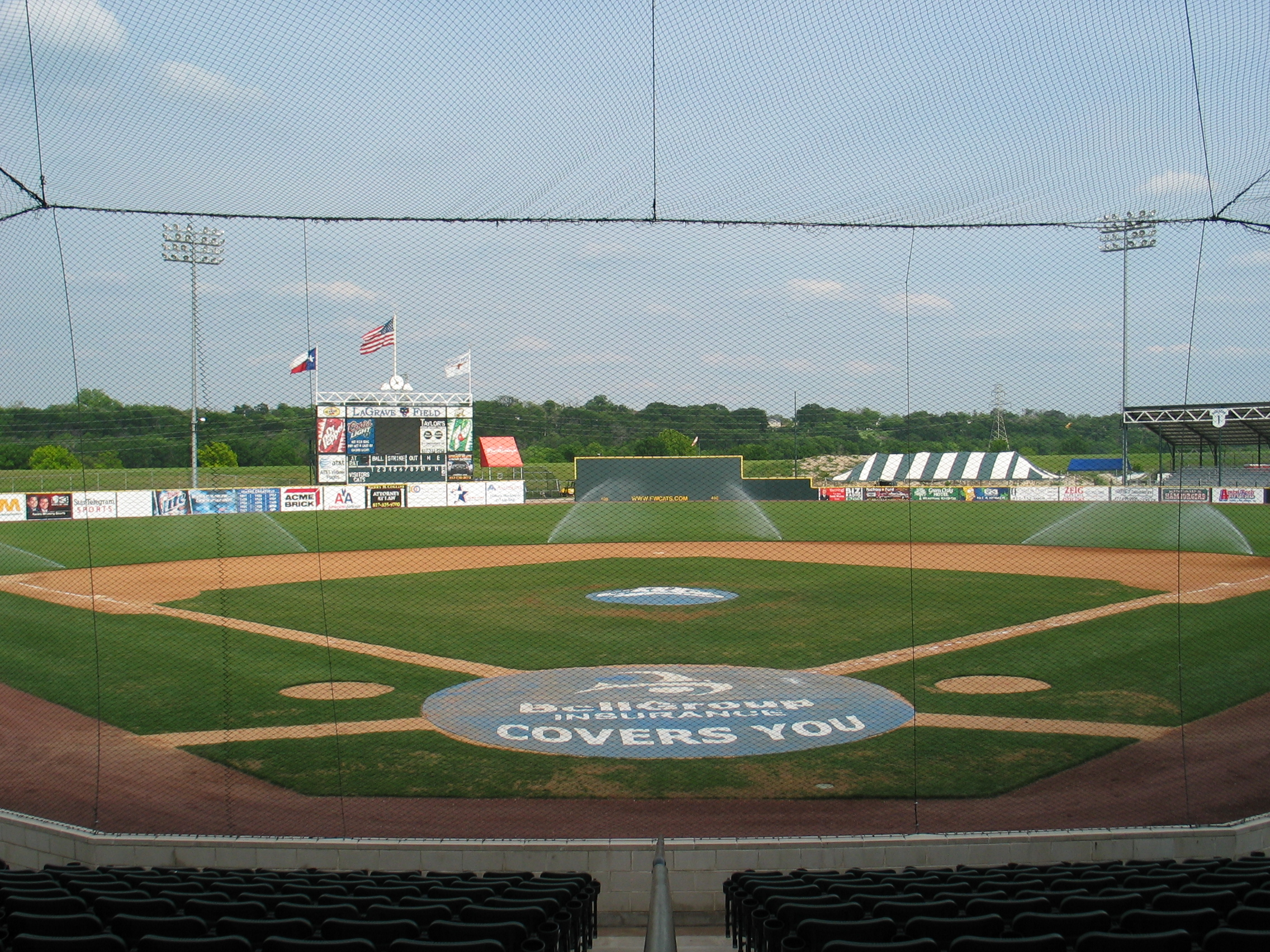
LaGrave Field après qu'un match d'exhibition a été joué.

Une Ligue indépendante de baseball (Independent Baseball League en anglais) est une ligue professionnelle de baseball non liée à la MLB. Bien qu'elles n'aient pas d'affiliation à la MLB, le niveau des ligues indépendantes est équivalent aux niveaux A et A+. Elles opèrent aux États-Unis et en Ontario au Canada.
L'indépendance de ces organisations par rapport aux ligues majeures leur permet d'installer des franchises sans tenir compte de la géographie de la MLB. Le maillage des franchises MLB et ses ligues mineures couvre en effet les principales zones de population. Ces ligues sont longtemps surnommées « ligues hors la loi » (outlaw leagues) en raison de cette absence de respect pour les conventions de la Ligue majeure. En 2009, l'agglomération de New York compte six formations de ligues indépendantes.
Ces ligues permettent un spectacle plus abordable pour les spectateurs, en comparaison avec la MLB et même la MiLB. Elles permettent aussi aux spectateurs de suivre des équipes entièrement focalisées sur la victoire. En effet, n'étant pas affiliées au baseball majeur, les équipes des ligues indépendantes n'ont pas de contrainte de formation et de développement de joueurs contrairement à leurs homologues des ligues mineures. Certaines ligues indépendantes sont des ligues partenaires avec la MLB comme la Intercounty Baseball League. Les ligues partenaires sont sans affiliation directe avec des organisations MLB individuelles, mais collabore à la promotion du sport.
Les salaires des joueurs varient entre 1 200 dollars par mois pour les recrues et jusqu’à 4 500 dollars par mois pour les meilleurs joueurs. En raison de la faiblesse des salaires, nombre de joueurs sont contraints d'avoir une profession d'appoint pendant la morte saison.

## Actuelles ligues indépendantes de baseball
| Affiliation                  | Ligue                                         | Fondation | Nombre d'équipes | Zone géographique                                 |
| ---------------------------- | --------------------------------------------- | --------- | ---------------- | ------------------------------------------------- |
| Ligues partenaires de la MLB | Atlantic League of Professional Baseball      | 1998      | 10               | Mid-Atlantic, Sud-Est                             |
| Ligues partenaires de la MLB | American Association of Professional Baseball | 2006      | 12               | Midwest, Manitoba, Texas                          |
| Ligues partenaires de la MLB | Ligue Frontière                               | 1993      | 16               | Mid-Atlantic, Midwest, Ontario, Québec            |
| Ligues partenaires de la MLB | Pioneer League                                | 1939      | 10               | États des montagnes                               |
| Ligues indépendantes         | United Shore Professional Baseball League     | 2016      | 4                | Michigan                                          |
| Ligues indépendantes         | Empire Professional Baseball League           | 2016      | 4                | Upstate New York                                  |
| Ligues indépendantes         | Pecos League                                  | 2011      | 16               | Californie, Kansas, Oklahoma, États des montagnes |

### Ligues indépendantes partenaires de la MLB en

#### Pioneer League (2023)
| Division | Franchise                    | Ville            | État     | Stade (capacité)                       |
| -------- | ---------------------------- | ---------------- | -------- | -------------------------------------- |
| Nord     | Mustangs de Billings         | Billings         | Montana  | Dehler Park (5 000)                    |
| Nord     | Range Riders de Glacier      | Kalispell        | Montana  | Flathead Field (2 500)                 |
| Nord     | Voyagers de Great Falls      | Great Falls      | Montana  | Centene Stadium (2 500)                |
| Nord     | Chukars d'Idaho Falls        | Idaho Falls      | Idaho    | Melaleuca Field (3 400)                |
| Nord     | PaddleHeads de Missoula      | Missoula         | Montana  | Ogren Park at Allegiance Field (3 500) |
| Sud      | Hawks de Boise               | Garden City      | Idaho    | Memorial Stadium (3 452)               |
| Sud      | Jackalopes de Grand Junction | Grand Junction   | Colorado | Suplizio Field (7 014)                 |
| Sud      | Owlz de Northern Colorado    | Windsor          | Colorado | Future Legends Complex (6 000)         |
| Sud      | Raptors d'Ogden              | Ogden            | Utah     | Lindquist Field (8 262)                |
| Sud      | Vibes de Rocky Mountain      | Colorado Springs | Colorado | UCHealth Park (8 500)                  |

#### Ligue Frontière (2024)
| Division | Franchise                  | Ville          | État          | Stade (capacité)                   |
| -------- | -------------------------- | -------------- | ------------- | ---------------------------------- |
| Ouest    | Otters d'Evansville        | Evansville     | Indiana       | Bosse Field (5 181)                |
| Ouest    | Y'alls de Florence         | Florence       | Kentucky      | Thomas More Stadium (4 500)        |
| Ouest    | Grizzlies de Gateway       | Sauget         | Illinois      | Grizzlies Ballpark (6 000)         |
| Ouest    | Slammers de Joliet         | Joliet         | Illinois      | Duly Health and Care Field (6 016) |
| Ouest    | Crushers de Lake Erie      | Avon           | Ohio          | Mercy Health Stadium (5 000)       |
| Ouest    | Boomers de Schaumburg      | Schaumburg     | Illinois      | Wintrust Field (7 365)             |
| Ouest    | Wild Things de Washington  | Washington     | Pennsylvanie  | Wild Things Park (3 200)           |
| Ouest    | ThunderBolts de Windy City | Crestwood      | Illinois      | Ozinga Field (3 200)               |
| Est      | Nom à définir              | Brockton       | Massachusetts | Campanelli Stadium (4 750)         |
| Est      | Jackals du New Jersey      | Paterson       | New Jersey    | Hinchliffe Stadium (7 500)         |
| Est      | Boulders de New York       | Pomona         | New York      | Clover Stadium (6 362)             |
| Est      | Titans d'Ottawa            | Ottawa         | Ontario       | Stade d'Ottawa (10 332)            |
| Est      | Capitales de Québec        | Québec         | Québec        | Stade Canac (4 300)                |
| Est      | Miners de Sussex County    | Augusta        | New Jersey    | Skylands Stadium (4 500)           |
| Est      | ValleyCats de Tri-City     | Troy           | New York      | Joseph L. Bruno Stadium (4 500)    |
| Est      | Aigles de Trois-Rivières   | Trois-Rivières | Québec        | Stade Quillorama (4 500)           |

#### Atlantic League of Professional Baseball (2024)
| Division | Franchise                       | Ville                   | État                 | Stade (capacité)                                        |
| -------- | ------------------------------- | ----------------------- | -------------------- | ------------------------------------------------------- |
| Ouest    | Barnstormers de Lancaster       | Lancaster               | Pennsylvanie         | Clipper Magazine Stadium (6 000)                        |
| Ouest    | Ducks de Long Island            | Central Islip           | New York             | Fairfield Properties Ballpark (6 002)                   |
| Ouest    | FerryHawks de Staten Island     | Staten Island, New York | New York             | SIUH Community Park (7 171)                             |
| Ouest    | Revolution de York              | York                    | Pennsylvanie         | WellSpan Park (5 200)                                   |
| Ouest    | Flying Boxcars de Hagerstown    | Hagerstown              | Maryland             | Hagerstown Multi-Use Sports and Events Facility (3 500) |
| Est      | Dirty Birds de Charleston       | Charleston              | Virginie-Occidentale | GoMart Ballpark (4 500)                                 |
| Est      | Honey Hunters de Gastonia       | Gastonia                | Caroline du Nord     | CaroMont Health Park (5 000)                            |
| Est      | Rockers de High Point           | High Point              | Caroline du Nord     | Truist Point (4 500)                                    |
| Est      | Counter Clocks de Lexington     | Lexington               | Kentucky             | Counter Clocks Field (6 994)                            |
| Est      | Blue Crabs de Southern Maryland | Waldorf                 | Maryland             | Regency Furniture Stadium (4 200)                       |

#### American Association of Professional Baseball (2023)
| Division | Franchise                   | Ville       | État           | Stade (capacité)                       |
| -------- | --------------------------- | ----------- | -------------- | -------------------------------------- |
| Ouest    | RedHawks de Fargo-Moorhead  | Fargo       | Dakota du Nord | Newman Outdoor Field (4 172)           |
| Ouest    | Monarchs de Kansas City     | Kansas City | Kansas         | Field of Legends (6 537)               |
| Ouest    | Saltdogs de Lincoln         | Lincoln     | Nebraska       | Haymarket Park (8 500)                 |
| Ouest    | Explorers de Sioux City     | Sioux City  | Iowa           | Lewis and Clark Park (3 631)           |
| Ouest    | Canaries de Sioux Falls     | Sioux Falls | Dakota du Sud  | Sioux Falls Stadium (4 500)            |
| Ouest    | Goldeyes de Winnipeg        | Winnipeg    | Manitoba       | Shaw Park (7 461)                      |
| Est      | Dogs de Chicago             | Rosemont    | Illinois       | Impact Field (6 300)                   |
| Est      | Railroaders de Cleburne     | Cleburne    | Texas          | The Depot at Cleburne Station (1 750)  |
| Est      | RailCats de Gary SouthShore | Gary        | Indiana        | U.S. Steel Yard (6 139)                |
| Est      | Cougars de Kane County      | Geneva      | Illinois       | Northwestern Medicine Field (10 923)   |
| Est      | DockHounds de Lake Country  | Oconomowoc  | Wisconsin      | Wisconsin Brewing Company Park (3 641) |
| Est      | Milkmen de Milwaukee        | Franklin    | Wisconsin      | Franklin Field (4 000)                 |

### Autres ligues indépendantes

#### United Shore Professional Baseball League (2023)
| Division | Franchise                        | Ville      | État     | Stade (capacité)           |
| -------- | -------------------------------- | ---------- | -------- | -------------------------- |
| Ouest    | Woolly Mammoths de Westside      | Détroit    | Michigan | Jimmy John's Field (4 500) |
| Ouest    | Beavers de Birmingham Bloomfield | Birmingham | Michigan | Jimmy John's Field (4 500) |
| Est      | Diamond Hoppers de Eastside      | Détroit    | Michigan | Jimmy John's Field (4 500) |
| Est      | Unicorns d'Utica                 | Utica      | Michigan | Jimmy John's Field (4 500) |

#### Empire Professional Baseball League (2023)
| Franchise                   | Ville         | État     | Stade (capacité)                |
| --------------------------- | ------------- | -------- | ------------------------------- |
| Border Hounds de Malone     | Malone        | New York | American Legion Field           |
| Islanders du Japon          | Lyon Mountain | New York | Lyon Mountain Citizens Ballpark |
| Thunderbirds de Plattsburgh | Plattsburgh   | New York | Chip Cummings Field (500)       |
| Surge de Saranac Lake       | Saranac Lake  | New York | Petrova Field                   |
| Riverpigs de Tupper Lake    | Tupper Lake   | New York | Municipal Park                  |

#### Pecos League (2023)
| Division          | Franchise                    | Ville       | État            | Stade (capacité)                         |
| ----------------- | ---------------------------- | ----------- | --------------- | ---------------------------------------- |
| Mountain Division | Invaders de Roswell          | Roswell     | Nouveau-Mexique | Joe Bauman Park (500)                    |
| Mountain Division | Cowboys d'Alpine             | Alpine      | Texas           | Kokernot Field (1 400)                   |
| Mountain Division | Fuego de Santa Fe            | Santa Fe    | Nouveau-Mexique | Fort Marcy Ballfield (1 100)             |
| Mountain Division | Triggers de Trinidad         | Trinidad    | Colorado        | Central Park (887)                       |
| Mountain Division | Wind de Garden City          | Garden City | Kansas          | Clint Lightner Field (1 000)             |
| Mountain Division | FlyCatchers de Blackwell     | Blackwell   | Oklahoma        | Morgan Field                             |
| Mountain Division | Saguaros de Tucson           | Tucson      | Arizona         | Kino Veterans Memorial Stadium (11 000)  |
| Mountain Division | Weirdos d'Austin             | Austin      | Texas           | Parque Zaragoza                          |
| Pacific Division  | Drakes de Marysville         | Marysville  | Californie      | Bryant Field (4 000)                     |
| Pacific Division  | Leprechauns de Dublin        | Dublin      | Californie      | Fallon Sports Park (250)                 |
| Pacific Division  | Train Robbers de Bakersfield | Bakersfield | Californie      | Sam Lynn Ballpark (2 700)                |
| Pacific Division  | Seaweed de Vallejo           | Vallejo     | Californie      | Wilson Park                              |
| Pacific Division  | Sturgeon de Martinez         | Martinez    | Californie      | Waterfront Park (200)                    |
| Pacific Division  | Pacifics de San Rafael       | San Rafael  | Californie      | Albert Park (1 200)                      |
| Pacific Division  | Amberjacks de Monterey       | Monterey    | Californie      | Frank E. Sollecito, Jr. Ballpark (2 500) |
| Pacific Division  | Sound Breakers de Lancaster  | Lancaster   | Californie      | The Hangar (4 500)                       |

## Quelques anciennes ligues indépendantes
- Western League, active de 1894 à 1900 avant de devenir une ligue majeure sous le nom de Ligue américaine
- Empire State League, active en 1987 à New York
- Great Central League, active en 1994 dans le nord des États-Unis
- North Central League, active en 1994 et 1995 dans le nord des États-Unis et au Canada
- Atlantic Coast League, active en 1995 dans le sud-est des États-Unis
- North Atlantic League, active en 1995 et 1996 dans le nord-est des États-Unis et au Canada
- Prairie League, active de 1995 à 1997 dans le nord des États-Unis et au Canada
- Heartland League, active de 1995 à 1998 dans le centre des États-Unis
- Western Baseball League, active de 1995 à 2002 dans l'ouest des États-Unis
- Big South League, active en 1996 et 1997 dans le sud-est des États-Unis
- All-American Association, active en 2001 dans le sud des États-Unis
- Southeastern League, active en 2002 et 2003 dans le sud-est des États-Unis
- Central Baseball League, active de 2002 à 2005 dans le sud des États-Unis
- Canadian Baseball League, active en 2003 au Canada
- Arizona-Mexico League, active en 2003 en Arizona
- New York State League, active en 2007 dans l'État de New York
- South Coast League, active en 2007 dans les États de Caroline du Sud, Géorgie et Floride
- Northern League, active en 1993 et 2010 dans le nord des États-Unis
- Golden Baseball League, active de 2005 à 2010 à l'ouest des États-Unis
- United League Baseball, active de 2006 à 2010 dans les États du Texas et de Louisiane
- Continental Baseball League, active de 2007 à 2010 au Texas
- Freedom Pro Baseball League, active de 2012 à 2014 en Arizona
- United League Baseball, active de 2006 à 2015 au Texas
- Ligue Can-Am, active de 2005 à 2019 dans le nord-est des États-Unis et l'est du Canada